# Johnny Servoz-Gavin
Pour les articles homonymes, voir Servoz (homonymie) et Gavin.
Georges-Francis Servoz-Gavin, plus connu sous le nom de Johnny Servoz-Gavin, né le 18 janvier 1942 à Grenoble (France) et décédé le 29 mai 2006 à Grenoble (France), est un ancien pilote automobile français.

## Biographie

### Les débuts en rallye
Bercé par les exploits de René Trautmann et de Robert Neyret, Johnny Servoz-Gavin s'intéresse tout d'abord aux rallyes après avoir usé dangereusement de sa Simca Océane puis de sa Dauphine Gordini à essayer de les imiter sur les routes autour de Grenoble. En 1964, il participe au Critérium Neige et Glace comme coéquipier de Michel Karaly avec une Alfa Romeo puis au Rallye Lyon-Charbonnières avec une Volvo 122S ainsi qu'à des rallyes en Bourgogne, dans les Ardennes, à Bordeaux. Lors de ce dernier rallye, l'ancien pilote de Formule 1 André Simon remarque ses talents de pistard au cours d'une épreuve en circuit. René Cotton, directeur de l'écurie Citroën de rallye, l'engage comme copilote de Jean-François Piot pour la Coupe des Alpes qui se termine par un accident avec un usager.
En janvier 1965, il participe au rallye Monte-Carlo. Parti de Minsk comme copilote de Jean-Claude Ogier, ils traversent l'Europe à bord d'une Citroën DS 19, essuient une terrible tempête de neige du côté de Chambéry mais parviennent à passer, contrairement à bon nombre de concurrents. Ils terminent douzième sur 35 classés pour 237 engagés.
Il participe à nouveau au rallye Monte-Carlo en 1967 avec Claude Le Guezec sur une Matra Djet sans pouvoir terminer.

### L'attrait des circuits
Johnny Servoz-Gavin a suivi une demi-année de cours à l'école de pilotage de Magny-Cours en 1963. En 1964, engagé par l'Automobile-Club Dauphiné-Savoie dans le cadre de l'Opération Ford-jeunesse, il dispute plusieurs courses au volant d'une Lotus Seven, se classant cinquième à Montlhéry, sixième à Magny-Cours, quatrième à Chamrousse et Urcy, autant d'expériences qui lui donnent le goût du circuit.
Avec l'aide d'une amie, il s'inscrit au Volant Shell organisé par l'école Winfield sur le circuit de Zolder en Belgique. Victime de ratés de moteur au cours de la finale, il ne stoppe pas comme il en a le droit et termine deuxième derrière le belge Dominique Lledo et ne remporte pas la monoplace Alpine de Formule 3 offerte comme premier prix pour la saison 1965.
Sa déception est immense mais l'attrait de la compétition est le plus fort et il fait l'acquisition d’une Brabham BT 15 qu'il entretient lui-même avec l'aide de Tico Martini, s'installant dans une caravane sur le circuit de Magny-Cours tout près des ateliers de ce dernier.
Il dispute les épreuves de Formule 3 de fin de saison 1965 et se révèle brillant (deuxième derrière la Matra de Jean-Pierre Beltoise à Cognac notamment) au point de se voir proposer un contrat de pilote d’usine en Formule 3 chez Matra pour l'année suivante.

### Pilote Matra

#### Formule 3, puis Formule 2
Intégré à la filière Matra Sports qui, à partir du milieu des années 1960, redonne des couleurs au sport automobile français, Johnny Servoz-Gavin se révèle en devenant champion de France de Formule 3 en 1966. L'année suivante, passé en Formule 2, il participe sur une Matra F2 à son premier Grand Prix de Formule 1, à Monaco.

#### Formule 1
Sa carrière prend une dimension nouvelle à l'occasion du Grand Prix automobile de Monaco 1968. Appelé par l'écurie Matra International-Tyrrell pour remplacer Jackie Stewart blessé au poignet, Servoz-Gavin se qualifie en première ligne et prend les commandes de la course dès le départ. Mais une suspension cassée, conséquence d'un appui trop prononcé sur un rail de sécurité, l'oblige à renoncer, Servoz-Gavin restant persuadé qu’il n’a pas touché le rail.
Plus tard dans la saison, au Grand Prix de France, il pilote une Cooper et, sous la pluie, il sort de la route sans mal après un tête-à-queue, puis une nouvelle fois en fin d'année au volant de la deuxième Matra-Ford de l'écurie Tyrrell. En terminant deuxième du Grand Prix d'Italie, il signe le meilleur résultat de sa carrière en Grand Prix.
En 1969, Tyrrell aligne deux Matra-Ford pour toute la saison, mais Beltoise est préféré à Servoz-Gavin. Ce dernier se contente d'un rôle de pilote-essayeur et du développement de la Matra MS84, une Formule 1 à quatre roues motrices qu'il pilote en Grand Prix en fin d'année. Au Grand Prix  du Canada disputé sur le tracé de Mosport, il termine sixième, ce qui fait de lui le seul pilote de l'histoire de la Formule 1 à avoir marqué un point au volant d'une Formule 1 à transmission intégrale, la MS84 restant par ailleurs un échec technique.

#### Champion d’Europe de Formule 2
Servoz-Gavin remporte en 1969 le championnat d'Europe de Formule 2, grâce notamment à ses victoires à Enna-Pergusa en Sicile et sur le circuit de Vallelunga en Italie, et à sa course d'Albi où il termine second derrière Graham Hill et devant Jochen Rindt, des maîtres de la discipline.
Il participe sur le Nürburgring au Grand Prix d'Allemagne avec sa Matra MS 7 de Formule 2. Meilleur temps des Formule 2 aux essais, il est plus rapide que quatre Formules 1 et signe le record du tour en F2 mais abandonne moteur cassé.

#### Pièce maîtresse lors des débuts de Matra en Prototypes
Parallèlement à ses activités en monoplace, Matra l’intègre dans son écurie d’Endurance. Il fait débuter la Matra MS 620 à moteur BRM en compétition aux 1000 km de Monza avec Jean-Pierre Jaussaud. Avec Jean-Pierre Beltoise, il participe aux 24 Heures du Mans en 1966 et 1967, mais la Matra abandonne à chaque fois vers la mi-course.
En 1968, il est chargé de la mise au point de la Matra MS 630 à moteur Ford 4,7 litres. Il surclasse ses adversaires dans de nombreuses courses « promotionnelles » organisées en France, tout en assurant le spectacle.
Lors des 24 Heures du Mans, il prend le départ avec la Matra MS 630 à moteur V12 Matra Sports sous une pluie fine et s’arrête au premier tour à la suite d'une panne d'essuie-glace. Reparti cinquante-quatrième et dernier, il rend la voiture deux heures plus tard à son coéquipier Henri Pescarolo en neuvième position. Vers minuit et demie, la Matra occupe la deuxième place mais la pluie revient vers 1h30 en s’intensifiant. L’essuie-glace ne fonctionne toujours pas et la Matra est toujours deuxième lorsque Servoz s’arrête au bout d’1 heure 15 de relais, peu après 5 heures du matin, indiquant qu’il est trop dangereux de continuer ainsi. Pescarolo accepte le risque et après un triple relais, permet à la Matra, retombée à la troisième place, de se rapprocher de l’Alfa Roméo de Giunti-Nanni Galli. Les italiens sont dépossédés de la deuxième place devant les tribunes des stands lorsque Servoz-Gavin les dépasse vers 10 heures 30. La Matra abandonne finalement à la suite d’une crevaison. Des débris sur la piste consécutifs à un accident ont entraîné cette crevaison et de gros dégâts sur la voiture.

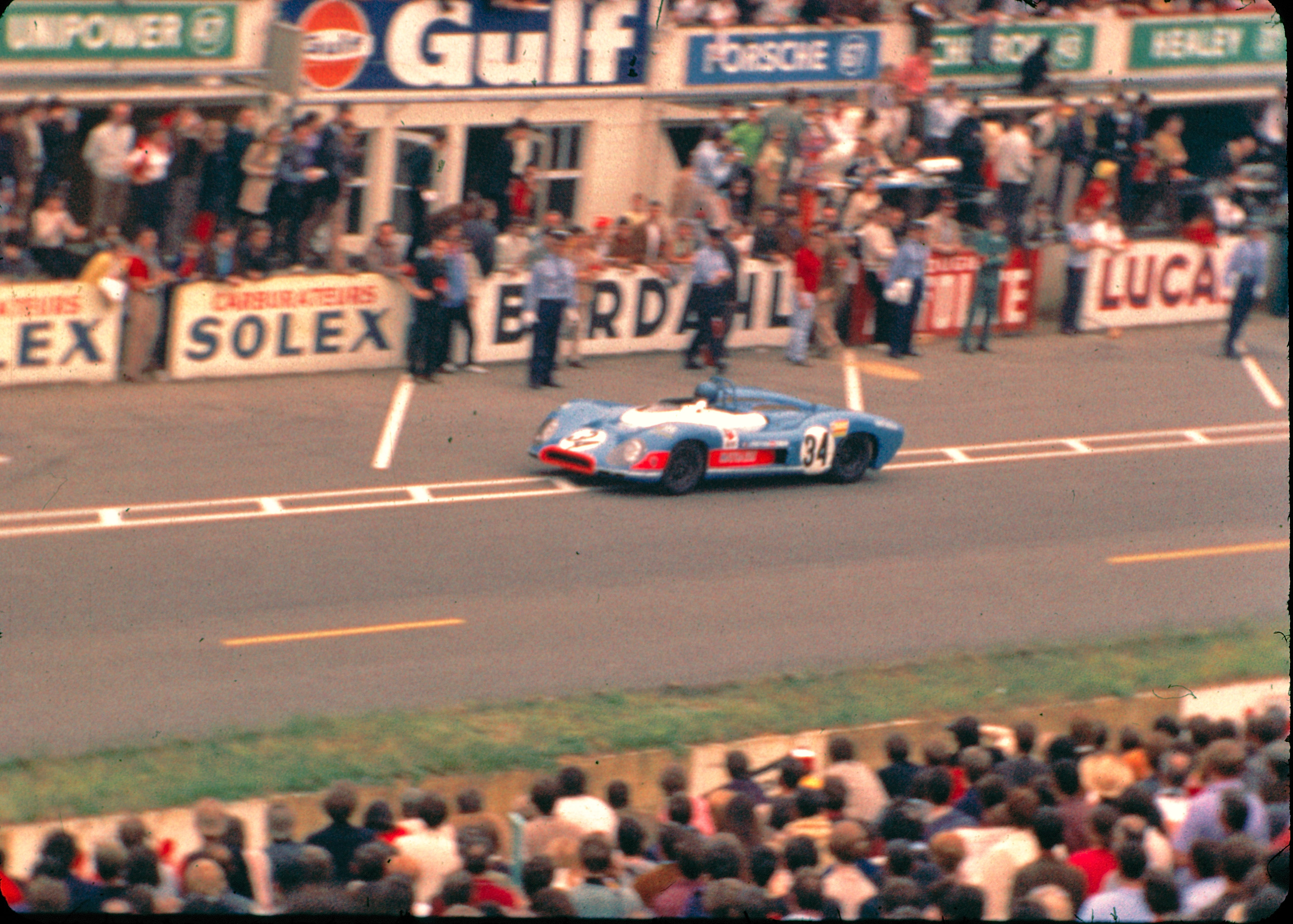
24 heures du Mans 1969.

L'édition de 1969 voit à nouveau un abandon à mi-course de la Matra 630/650 V12, sur ennuis mécaniques (équipier Herbert Müller). Servoz-Gavin participe en juillet aux 6 Heures de Watkins Glen avec Pedro Rodriguez (4e) et même, le lendemain, à une course CanAm.
En 1970, il retrouve son coéquipier Henri Pescarolo sur la Matra 650 aux 12 heures de Sebring et aux 1 000 km de Monza, terminant respectivement troisième et deuxième en catégorie Prototypes.

### Brusque fin de carrière
En 1970, Servoz-Gavin est titularisé chez Tyrrell qui n'a pas poursuivi sa collaboration avec Matra et aligne désormais des March. Alors que sa carrière en Formule 1 semble enfin lancée, Johnny annonce à la surprise générale son retrait de la compétition à l'issue des qualifications du Grand Prix de Monaco. On a beaucoup parlé d'une blessure à l'œil survenue lors d'un rallye en 4x4 durant l'hiver et qui aurait privé le jeune pilote français d'une partie de son acuité visuelle, l'incitant à renoncer par mesure de sécurité.
Il s'est également dit que Servoz-Gavin, pilote au caractère bohème pour qui la course était synonyme de plaisir, s'accommodait de moins en moins de la transformation du monde des Grands Prix et notamment de la hausse des enjeux économiques. Le pilote a déclaré en 1970 qu'il ne se sentait plus à l'aise sur les circuits depuis la fin de la saison précédente, et qu'il devait se faire violence pour accomplir un tour rapide. Il a également reconnu que la simple reconnaissance pédestre du circuit de Monaco l'avait effrayé et que poursuivre la compétition dans ces conditions était une prise de risque trop importante.
En 1982, il est victime d'un grave accident à bord de son bateau, quand une bonbonne de gaz qu'il était en train de changer explose, le laissant sérieusement brûlé. Il s'en remet après plusieurs attaques cardiaques,.
Il meurt le 29 mai 2006 d'une embolie pulmonaire.

## Palmarès
- Champion de France de Formule 3 en 1966
- Champion d'Europe de Formule 2 en 1969
- Vice-champion de France F1/F2 en 1969
- 2e du GP d'Italie 1968

## Résultats en Championnat du monde de Formule 1
| Saison | Écurie                                 | Châssis   | Moteur              | Pneus           | GP disputés | Points inscrits | Classement |
| ------ | -------------------------------------- | --------- | ------------------- | --------------- | ----------- | --------------- | ---------- |
| 1967   | Matra Sports                           | MS7       | Cosworth L4         | Dunlop          | 1           | 0               | Nc         |
| 1968   | Matra International Cooper Car Company | MS10 T86B | Cosworth V8 BRM V12 | Dunlop Goodyear | 5           | 6               | 13e        |
| 1969   | Matra International                    | MS84      | Cosworth V8         | Dunlop          | 4           | 1               | 16e        |
| 1970   | Tyrrell Racing Organisation            | March 701 | Cosworth V8         | Dunlop          | 3           | 2               | 19e        |

Détail par Grand Prix
| Saison | 1        | 2     | 3        | 4   | 5   | 6         | 7   | 8        | 9     | 10       | 11    | 12       |
| ------ | -------- | ----- | -------- | --- | --- | --------- | --- | -------- | ----- | -------- | ----- | -------- |
| 1967   |          |       | MON Abd. |     |     |           |     |          |       |          |       |          |
| 1968   |          |       | MON Abd. | BEL | NED | FRA Abd.* | GBR | ALL      | ITA 2 | CAN Abd. | USA   | MEX Abd. |
| 1969   |          |       |          |     |     |           |     | GER Abd. | ITA   | CAN 6    | USA 7 | MEX 8    |
| 1970   | AFS Abd. | ESP 5 | MON NQ   |     |     |           |     |          |       |          |       |          |

* Sur Cooper T86B BRM

## Résultats en Sport Prototypes
| Date     | Épreuve                   | Coéquipier           | Auto                 | Position |
| -------- | ------------------------- | -------------------- | -------------------- | -------- |
| avr.-66  | 1 000 kilomètres de Monza | Jean-Pierre Jaussaud | Matra MS 620 BRM     | Abd.     |
| mai-66   | 1 000 kilomètres de Spa   | Alan Rees            | Matra MS 620 BRM     | Abd.     |
| juin-66  | 24 Heures du Mans         | Jean-Pierre Beltoise | Matra MS 620 BRM     | Abd.     |
| oct.-66  | 1 000 kilomètres de Paris | Jean-Pierre Beltoise | Matra MS 620 BRM     | Abd.     |
| juin-67  | 24 Heures du Mans         | Jean-Pierre Beltoise | Matra MS 630 BRM     | Abd.     |
| oct.-67  | 1 000 kilomètres de Paris | Jean-Pierre Jaussaud | Matra MS 620 BRM     | 9        |
| sept.-68 | 24 Heures du Mans         | Henri Pescarolo      | Matra MS 630 V12     | Abd.     |
| oct.-68  | 1 000 km de Paris         | Jean-Pierre Beltoise | Matra MS 630 V12     | Abd.     |
| fev.-69  | 24 Heures de Daytona      | Henri Pescarolo      | Matra MS 630 M V12   | Np.      |
| avr.-69  | 1 000 km de Monza         | Jean Guichet         | Matra MS 630/650 V12 | Np.      |
| juin-69  | 24 Heures du Mans         | Herbert Müller       | Matra MS 630/650 V12 | Abd.     |
| juil.-69 | 6 Heures de Watkins Glen  | Pedro Rodriguez      | Matra MS 650 V12     | 4e       |
| juil.-69 | Watkins Glen CanAm        |                      | Matra MS 650 V12     | 8e       |
| août-69  | Grand Prix d’Autriche     | Pedro Rodriguez      | Matra MS 650 V12     | Abd.     |
| mars-70  | 12 Heures de Sebring      | Henri Pescarolo      | Matra MS 650 V12     | 5e       |
| avr-70   | 1 000 km de Brands Hatch  | Henri Pescarolo      | Matra MS 650 V12     | Abd.     |
| avr-70   | 1 000 km de Monza         | Henri Pescarolo      | Matra MS 650 V12     | 6e       |

## Résultats en Formule 3
| Date     | Épreuve                         | Écurie       | Auto                 | Position |
| -------- | ------------------------------- | ------------ | -------------------- | -------- |
| juil.-65 | Circuit de Rouen-Les-Essarts    | Privé        | Brabham BT15         | 8        |
| juil.-65 | Circuit de Magny-Cours          | Privé        | Brabham BT15         | Abd.     |
| juil.-65 | Circuit de Cognac               | Privé        | Brabham BT15         | 2        |
| sept.-65 | Circuit automobile de Montlhéry | Privé        | Brabham BT15         | 5        |
| sept.-65 | Circuit automobile d’Albi       | Privé        | Brabham BT15         | 3        |
| oct.-65  | Circuit automobile de Montlhéry | Privé        | Brabham BT15         | Abd.     |
| avr.-66  | Grand Prix de Pau F3            | Équipe Matra | Matra MS5 - Cosworth | Np.      |
| mai-66   | Circuit automobile de Montlhéry | Équipe Matra | Matra MS5 - Cosworth | Abd.     |
| juin-66  | GP de La Châtre                 | Équipe Matra | Matra MS5 - Cosworth | Abd.     |
| juil.-66 | GP de Reims F3                  | Équipe Matra | Matra MS5 - Cosworth | Abd.     |
| juil.-66 | Circuit de Rouen-Les-Essarts    | Équipe Matra | Matra MS5 - Cosworth | 3        |
| juil.-66 | Circuit de Magny-Cours          | Équipe Matra | Matra MS5 - Cosworth | 3        |
| août-66  | Circuit de Nogaro               | Équipe Matra | Matra MS5 - Cosworth | 2        |
| sept.-66 | Circuit automobile de Montlhéry | Équipe Matra | Matra MS5 - Cosworth | 1        |
| sept.-66 | Circuit automobile de Montlhéry | Équipe Matra | Matra MS5 - Cosworth | 9        |
| sept.-66 | Circuit Bugatti Le Mans         | Équipe Matra | Matra MS5 - Cosworth | 1        |
| sept.-66 | Circuit automobile de Montlhéry | Équipe Matra | Matra MS5 - Cosworth | 1        |
| oct.-66  | Circuit automobile de Montlhéry | Équipe Matra | Matra MS5 - Cosworth | 4        |
| jan.-67  | Buenos Aires (Argentine)        | Équipe Matra | Matra MS5 - Cosworth | 4        |
| jan.-67  | Mar del Plata (Argentine)       | Équipe Matra | Matra MS5 - Cosworth | Abd.     |
| fev.-67  | Cordoba (Argentine)             | Équipe Matra | Matra MS5 - Cosworth | Abd.     |
| fev.-67  | Buenos Aires (Argentine)        | Équipe Matra | Matra MS5 - Cosworth | 2        |

## Résultats en Formule 2
| Date     | Épreuve                                     | Écurie       | Auto                     | Position |
| -------- | ------------------------------------------- | ------------ | ------------------------ | -------- |
| avr.-67  | 27e Grand Prix de Pau                       | Équipe Matra | Matra MS5 - Cosworth FVA | 6        |
| avr.-67  | GP de Barcelone                             | Équipe Matra | Matra MS5 – Cosworth FVA | Abd.     |
| avr.-67  | Nürburgring                                 | Équipe Matra | Matra MS5 – Cosworth FVA | Abd.     |
| mai-67   | Circuit de Zolder                           | Équipe Matra | Matra MS5 – Cosworth FVA | 10       |
| mai-67   | Circuit de Crystal Palace                   | Équipe Matra | Matra MS5 – Cosworth FVA | 8        |
| juin-67  | Circuit de Reims                            | Équipe Matra | Matra MS5 – Cosworth FVA | Abd.     |
| juil.-67 | Circuit de Rouen-Les-Essarts                | Équipe Matra | Matra MS5 – Cosworth FVA | Abd.     |
| juil.-67 | GP de Tulln-Langenlebarn (Vienne, Autriche) | Équipe Matra | Matra MS5 – Cosworth FVA | 8        |
| juil.-67 | GP de Madrid (Jarama)                       | Équipe Matra | Matra MS5 – Cosworth FVA | 5        |
| juil.-67 | GP de Zandvoort (Pays-Bas)                  | Équipe Matra | Matra MS5 – Cosworth FVA | Abd.     |
| août-67  | Circuit de Enna-Pergusa (Sicile)            | Équipe Matra | Matra MS5 – Cosworth FVA | 5        |
| sept.-67 | Circuit d’Albi                              | Équipe Matra | Matra MS7 – Cosworth FVA | 11       |
| oct.-67  | Circuit de Vallelunga (Italie)              | Équipe Matra | Matra MS7 – Cosworth FVA | 3        |
| nov.-67  | Grand Prix d’Espagne (Jarama)               | Équipe Matra | Matra MS7 – Cosworth FVA | 4        |
| sept-68  | Circuit de Reims                            | Équipe Matra | Matra – Cosworth         | Abd.     |
| oct-68   | Circuit d’Albi                              | Équipe Matra | Matra – Cosworth         | 6        |
| avr-69   | Circuit de Thruxton (GB)                    | Équipe Matra | Matra MS7 – Cosworth     | 5        |
| avr-69   | Circuit d’Hockenheim (All)                  | Équipe Matra | Matra MS7 – Cosworth     | 6        |
| avr.-69  | 29e Grand Prix de Pau                       | Équipe Matra | Matra MS7 - Cosworth     | 4        |
| avr.-69  | Nürburgring                                 | Équipe Matra | Matra MS7 – Cosworth     | 6        |
| mai-69   | GP de Madrid (Jarama)                       | Équipe Matra | Matra MS7 – Cosworth     | 4        |
| juin-69  | Circuit de Zolder                           | Équipe Matra | Matra MS7 – Cosworth     | Abd.     |
| juin-69  | Circuit de Reims                            | Équipe Matra | Matra MS7 – Cosworth     | Abd.     |
| août-69  | Circuit de Enna-Pergusa (Sicile)            | Équipe Matra | Matra MS7 – Cosworth     | 1        |
| sept-69  | Circuit d’Albi                              | Équipe Matra | Matra MS7 – Cosworth     | 2        |
| oct.-69  | Circuit de Vallelunga (Italie)              | Équipe Matra | Matra MS7 – Cosworth     | 1        |

## Résultats en courses de côte
En 1966, Servoz-Gavin a remporté les courses de côte du Beaujolais, des Andelys, du Mont Dore et de Chamrousse. En 1967, il récidive à Chamrousse. Toutes ces victoires sont sur Matra MS 5-Cosworth.

## Ouvrage
- Mes excès de vitesse, Paris, Éditions Balland, 1974, 251 p.